# Lijst van rijksmonumenten aan de Prinsengracht (Zuidwest)
Een overzicht van de 457 rijksmonumenten aan de Prinsengracht in Amsterdam.
Het overzicht is opgesplitst in drie delen. Dit is het zuidwestelijke gedeelte vanaf de Raadhuisstraat tot de Leidsestraat. Dit zijn de nummers 283 t/m 707 aan de oneven zijde en 184 t/m 444 aan de even zijde.
Zie ook de lijst van het noordwestelijk gedeelte vanaf de Brouwersgracht tot de Raadhuisstraat. Dat zijn de nummers 1 t/m 281 aan de oneven zijde en 2 t/m 182 aan de even zijde. 
Zie ook de lijst van het zuidelijke gedeelte vanaf de Leidsestraat tot de Amstel. Dat zijn de nummers 709 en hoger aan de oneven zijde en 426 en hoger aan de even zijde.
| Object | Oorspronkelijke functie?  | Bouwjaar                                         | Architect    | Locatie                         | Coördinaten?                  | Nr.?   | Afbeelding                         |
| --- | ------------------------- | ------------------------------------------------ | ------------ | ------------------------------- | ----------------------------- | ------ | ---------------------------------- |
| Hoekhuis met zware klokgevel                                                                                  | Gebouw                    | tweede kwart 18e eeuw                            |              | Prinsengracht 283               | 52° 22' 26" NB, 4° 53' 0" OL  | 4300   | Meer afbeeldingen                  |
| Pand met gevel onder rechte lijst                                                                             | Woonhuis                  | eerste helft 19e eeuw                            |              | Prinsengracht 285               | 52° 22' 26" NB, 4° 53' 0" OL  | 4301   | Meer afbeeldingen                  |
| Pakhuis met gevel onder latere punttop                                                                        | Gebouw                    | 18e eeuw                                         |              | Prinsengracht 287               | 52° 22' 26" NB, 4° 53' 0" OL  | 4302   | Meer afbeeldingen                  |
| Pand met halsgevel                                                                                            | Gebouw                    | eerste kwart 18e eeuw                            |              | Prinsengracht 289               | 52° 22' 25" NB, 4° 53' 0" OL  | 4303   | Meer afbeeldingen                  |
| Pand met gevel onder gebeeldhouwde verhoogde lijst                                                            | Gebouw                    | 18e/19e eeuw                                     |              | Prinsengracht 299               | 52° 22' 25" NB, 4° 53' 0" OL  | 4304   | Meer afbeeldingen                  |
| Pand met halsgevel met gebeeldhouwde cordonlijst                                                              | Gebouw                    | eerste kwart 18e eeuw                            |              | Prinsengracht 301               | 52° 22' 24" NB, 4° 53' 0" OL  | 4305   | Meer afbeeldingen                  |
| Pand met zware klokgevel                                                                                      | Gebouw                    | tegen 1750                                       |              | Prinsengracht 303               | 52° 22' 24" NB, 4° 53' 0" OL  | 4306   | Meer afbeeldingen                  |
| Pand met gevel onder zware in- en uitgezwenkte lijstvormige versierde bekroning                               | Gebouw                    | ca. 1725                                         |              | Prinsengracht 305               | 52° 22' 24" NB, 4° 53' 0" OL  | 18173  | Meer afbeeldingen                  |
| Pand met halsgevel                                                                                            | Gebouw                    | ca. 1725                                         |              | Prinsengracht 307               | 52° 22' 24" NB, 4° 53' 0" OL  | 18174  | Meer afbeeldingen                  |
| Laag vier vensters breed huis met gevel onder rechte lijst en met deuromlijsting                              | Gebouw                    | ca. 1850                                         |              | Prinsengracht 309               | 52° 22' 24" NB, 4° 53' 0" OL  | 4307   | Meer afbeeldingen                  |
| Pand met gepleisterde gevel onder rechte lijst                                                                | Gebouw                    | eerste helft 19e eeuw                            |              | Prinsengracht 311               | 52° 22' 23" NB, 4° 53' 0" OL  | 4308   | Meer afbeeldingen                  |
| Pakhuis met puntgevel                                                                                         | Gebouw                    | tweede helft 17e eeuw                            |              | Prinsengracht 317               | 52° 22' 23" NB, 4° 52' 60" OL | 4309   | Meer afbeeldingen                  |
| Pand met halsgevel                                                                                            | Gebouw                    | derde kwart 18e eeuw                             |              | Prinsengracht 319               | 52° 22' 23" NB, 4° 52' 60" OL | 4310   | Meer afbeeldingen                  |
| Pakhuis met gevel onder rechte lijst                                                                          | Gebouw                    | 19e eeuw                                         |              | Prinsengracht 321               | 52° 22' 22" NB, 4° 52' 60" OL | 4311   | Meer afbeeldingen                  |
| Pakhuis met bovenste verdiepingen en dak uit de 20e eeuw                                                      | Gebouw                    | 18e eeuw                                         |              | Prinsengracht 327               | 52° 22' 22" NB, 4° 52' 60" OL | 4312   | Meer afbeeldingen                  |
| Pakhuis met bovenste verdiepingen en dak uit de 20e eeuw                                                      | Gebouw                    | 18e eeuw                                         |              | Prinsengracht 331               | 52° 22' 21" NB, 4° 52' 60" OL | 4313   | Meer afbeeldingen                  |
| Pand met eenvoudige en traditionele architectuur                                                              | Gebouw                    | 17e eeuw (kern)                                  |              | Prinsengracht 333               | 52° 22' 21" NB, 4° 52' 60" OL | 4314   | Meer afbeeldingen                  |
| Herbouwd huis                                                                                                 | Gebouw                    | 17e eeuw (kern)                                  |              | Prinsengracht 335               | 52° 22' 21" NB, 4° 52' 60" OL | 4315   | Meer afbeeldingen                  |
| Herbouwd huis                                                                                                 | Gebouw                    | 17e eeuw (kern)                                  |              | Prinsengracht 337               | 52° 22' 21" NB, 4° 52' 60" OL | 4316   | Meer afbeeldingen                  |
| Hoekhuis ten dele gerestaureerd, ten dele herbouwd met gevel op houten pui, bekroond door een klokvormige top | Gebouw                    | 18e eeuw                                         |              | Prinsengracht 339               | 52° 22' 21" NB, 4° 52' 59" OL | 4317   | Meer afbeeldingen                  |
| Pand met gevel onder rechte lijst                                                                             | Gebouw                    | ca. 1800                                         |              | Prinsengracht 343A              | 52° 22' 20" NB, 4° 52' 60" OL | 4318   | Meer afbeeldingen                  |
| Herbouwd huis                                                                                                 | Gebouw                    | 17e/19e eeuw                                     |              | Prinsengracht 347               | 52° 22' 20" NB, 4° 52' 60" OL | 4319   | Meer afbeeldingen                  |
| Pakhuis met klokgevel                                                                                         | Gebouw                    | tweede helft 17e eeuw                            |              | Prinsengracht 349A              | 52° 22' 20" NB, 4° 52' 60" OL | 4320   | Meer afbeeldingen                  |
| Pand met zware klokgevel                                                                                      | Gebouw                    | tweede kwart 18e eeuw                            |              | Prinsengracht 351A              | 52° 22' 20" NB, 4° 52' 60" OL | 4321   | Meer afbeeldingen                  |
| Pakhuis met klokgevel waarin 2 medaillons                                                                     | Gebouw                    | eerste of tweede kwart 18e eeuw                  |              | Prinsengracht 353A              | 52° 22' 19" NB, 4° 52' 60" OL | 4322   | Meer afbeeldingen                  |
| Pand met gevel onder armelijke klokvormige top                                                                | Gebouw                    | 19e eeuw                                         |              | Prinsengracht 355A              | 52° 22' 19" NB, 4° 52' 60" OL | 4323   | Meer afbeeldingen                  |
| Pand met klokgevel met 2 medaillons                                                                           | Gebouw                    | eerste of tweede kwart 18e eeuw                  |              | Prinsengracht 357               | 52° 22' 19" NB, 4° 52' 60" OL | 4324   | Meer afbeeldingen                  |
| Pand met klokgevel                                                                                            | Gebouw                    | eerste of tweede kwart 18e eeuw                  |              | Prinsengracht 357A              | 52° 22' 19" NB, 4° 52' 60" OL | 4325   | Meer afbeeldingen                  |
| Pand met klokgevel met 2 medaillons                                                                           | Gebouw                    | eerste of tweede kwart 18e eeuw                  |              | Prinsengracht 359A              | 52° 22' 19" NB, 4° 52' 60" OL | 4326   | Meer afbeeldingen                  |
| Pand met gevel onder rechte lijst                                                                             | Gebouw                    | eerste helft 19e eeuw                            |              | Prinsengracht 361A              | 52° 22' 19" NB, 4° 52' 60" OL | 4327   | Meer afbeeldingen                  |
| Nieuwe Suyckerhofje                                                                                           | Sociale zorg, liefdadigh. | 18e eeuw                                         |              | Prinsengracht 385               | 52° 22' 17" NB, 4° 53' 1" OL  | 4328   | Meer afbeeldingen                  |
| Pand met 19e-eeuwse rechte lijst                                                                              | Gebouw                    | 17e/18e eeuw (kern)                              |              | Prinsengracht 403A              | 52° 22' 17" NB, 4° 52' 59" OL | 4329   | Meer afbeeldingen                  |
| Pand met gevel onder rechte lijst                                                                             | Gebouw                    | 18e/19e eeuw                                     |              | Prinsengracht 413A              | 52° 22' 16" NB, 4° 52' 59" OL | 4330   | Meer afbeeldingen                  |
| Pand met gevel met rechte lijst met triglyfen                                                                 | Woonhuis                  | 18e eeuw                                         |              | Prinsengracht 415A              | 52° 22' 16" NB, 4° 52' 59" OL | 4331   | Meer afbeeldingen                  |
| Pand met gevel onder rechte lijst met twee consoles waarboven een lessenaarsdak                               | Gebouw                    | eind 18e eeuw                                    |              | Prinsengracht 449               | 52° 22' 14" NB, 4° 52' 59" OL | 4332   | Meer afbeeldingen                  |
| Pand met gevel onder puntvormige beëindiging met fronton                                                      | Gebouw                    | 18e/19e eeuw                                     |              | Prinsengracht 451               | 52° 22' 14" NB, 4° 52' 59" OL | 4333   | Meer afbeeldingen                  |
| Nieuwe-Wercksbrug                                                                                             | Brug                      | 1925                                             |              | Prinsengracht/Brugnr 63         | 52° 22' 23" NB, 4° 52' 59" OL | 518390 | Meer afbeeldingen                  |
| Hoekhuis met gevel onder rechte lijst                                                                         | Gebouw                    | 17e/18e/19e eeuw                                 |              | Prinsengracht 206               | 52° 22' 24" NB, 4° 52' 58" OL | 4533   | Meer afbeeldingen                  |
| Pand met gevel onder klokvormige top met rollagen                                                             | Gebouw                    | 18e/19e eeuw                                     |              | Prinsengracht 218               | 52° 22' 22" NB, 4° 52' 57" OL | 4534   | Meer afbeeldingen                  |
| Huis met halsgevel                                                                                            | Gebouw                    | tweede kwart 18e eeuw                            |              | Prinsengracht 222A              | 52° 22' 22" NB, 4° 52' 57" OL | 4535   | Meer afbeeldingen                  |
| Huis met halsgevel gevelsteen                                                                                 | Gebouw                    | 1733                                             |              | Prinsengracht 224A              | 52° 22' 22" NB, 4° 52' 57" OL | 4536   | Meer afbeeldingen                  |
| Hoekhuis met halsgevel                                                                                        | Gebouw                    | 1733                                             |              | Prinsengracht 226               | 52° 22' 22" NB, 4° 52' 57" OL | 4537   | Meer afbeeldingen                  |
| Huis met klokgevel                                                                                            | Gebouw                    | derde kwart 18e eeuw                             |              | Prinsengracht 236               | 52° 22' 20" NB, 4° 52' 57" OL | 4538   | Meer afbeeldingen                  |
| In de oude vorm hersteld huis                                                                                 | Gebouw                    | 17e/18e eeuw                                     |              | Prinsengracht 242               | 52° 22' 20" NB, 4° 52' 57" OL | 4539   | Meer afbeeldingen                  |
| Pand met gevel onder rechte lijst                                                                             | Gebouw                    | 18e/19e eeuw                                     |              | Prinsengracht 248               | 52° 22' 20" NB, 4° 52' 57" OL | 4540   | Meer afbeeldingen                  |
| Pand met gevel onder klokvormige top met rollagen                                                             | Gebouw                    | 18e/19e eeuw                                     |              | Prinsengracht 250A              | 52° 22' 19" NB, 4° 52' 57" OL | 4541   | Meer afbeeldingen                  |
| Hoekhuis met halsgevel                                                                                        | Gebouw                    | tweede kwart 18e eeuw                            |              | Prinsengracht 252               | 52° 22' 19" NB, 4° 52' 57" OL | 4542   | Meer afbeeldingen                  |
| Pand met gevel onder rechte lijst                                                                             | Gebouw                    | eerst helft 19e eeuw                             |              | Prinsengracht 262               | 52° 22' 17" NB, 4° 52' 57" OL | 4543   | Meer afbeeldingen                  |
| Huis, vanwege de zandstenen afdekkingen van de klokvormige top                                                | Woonhuis                  | tweede kwart 18e eeuw                            |              | Prinsengracht 272               | 52° 22' 16" NB, 4° 52' 57" OL | 4544   | Meer afbeeldingen                  |
| Huis met pilastergevel waarvan de pilasters gehalveerd en de top tot rollagenpunt is afgekloofd               | Woonhuis                  | 17e eeuw                                         |              | Prinsengracht 276               | 52° 22' 15" NB, 4° 52' 57" OL | 4545   | Meer afbeeldingen                  |
| Dubbel pakhuis met gevel onder later versoberde trapeziumtop                                                  | Gebouw                    | 17e/19e eeuw                                     |              | Prinsengracht 278               | 52° 22' 15" NB, 4° 52' 57" OL | 4546   | Meer afbeeldingen                  |
| Huis met gevel onder zware rechte lijst met 2 consoles                                                        | Woonhuis                  | ca. 1800                                         |              | Prinsengracht 280A              | 52° 22' 15" NB, 4° 52' 57" OL | 4547   | Meer afbeeldingen                  |
| Huis met gevel onder gesneden rechte lijst                                                                    | Gebouw                    | eerste kwart 19e eeuw                            |              | Prinsengracht 290A              | 52° 22' 14" NB, 4° 52' 57" OL | 4548   | Meer afbeeldingen                  |
| Hoekhuis met gevels onder omlopende rechte lijst                                                              | Gebouw                    | midden 19e eeuw                                  |              | Prinsengracht 296               | 52° 22' 12" NB, 4° 52' 56" OL | 4549   | Meer afbeeldingen                  |
| Huis met gevel onder rechte lijst waarboven dakvoorschot                                                      | Woonhuis                  | eerst helft 19e eeuw                             |              | Prinsengracht 298               | 52° 22' 12" NB, 4° 52' 56" OL | 4550   | Meer afbeeldingen                  |
| Huis met klokgevel met houten pui waarin gesneden deurbekroning en -deuren                                    | Gebouw                    | derde kwart 18e eeuw                             |              | Prinsengracht 300               | 52° 22' 12" NB, 4° 52' 56" OL | 4551   | Meer afbeeldingen                  |
| Pand met gevel onder klokvormige top met rollagen                                                             | Gebouw                    | 18e/19e eeuw                                     |              | Prinsengracht 320               | 52° 22' 9" NB, 4° 52' 56" OL  | 4552   | Meer afbeeldingen                  |
| Pand met gevel onder rechte lijst                                                                             | Gebouw                    | 18e/19e eeuw                                     |              | Prinsengracht 318A              | 52° 22' 10" NB, 4° 52' 56" OL | 4553   | Meer afbeeldingen                  |
| Pand met gevel onder klokvormige top met rollagen                                                             | Gebouw                    | 17e/19e eeuw                                     |              | Prinsengracht 322A              | 52° 22' 9" NB, 4° 52' 56" OL  | 4554   | Meer afbeeldingen                  |
| Pand met gevel onder klokvormige top met rollagen                                                             | Gebouw                    | 18e/19e eeuw                                     |              | Prinsengracht 324A              | 52° 22' 9" NB, 4° 52' 56" OL  | 4555   | Meer afbeeldingen                  |
| Hoog hoekhuis met gevels onder omlopende lijst                                                                | Gebouw                    | 18e/19e eeuw                                     |              | Prinsengracht 334               | 52° 22' 7" NB, 4° 52' 56" OL  | 4556   | Meer afbeeldingen                  |
| Laag dwarshuis met twee woningen                                                                              | Gebouw                    | eerste kwart 19e eeuw                            |              | Prinsengracht 336               | 52° 22' 6" NB, 4° 52' 56" OL  | 4557   | Meer afbeeldingen                  |
| Laag dwarshuis met twee woningen                                                                              | Woonhuis                  | midden 17e eeuw                                  |              | Prinsengracht 340               | 52° 22' 6" NB, 4° 52' 56" OL  | 4558   | Meer afbeeldingen                  |
| Huis met gevel onder zware rechte lijst met 2 consoles                                                        | Woonhuis                  | ca. 1800                                         |              | Prinsengracht 346A              | 52° 22' 6" NB, 4° 52' 56" OL  | 4559   | Meer afbeeldingen                  |
| Pakhuis met puntgevel                                                                                         | Woonhuis                  | 18e eeuw                                         |              | Prinsengracht 360A              | 52° 22' 4" NB, 4° 52' 56" OL  | 4560   | Meer afbeeldingen                  |
| Hoekhuis met gevel onder rollagentop                                                                          | Gebouw                    | 17e/18e/19e eeuw                                 |              | Prinsengracht 378               | 52° 22' 3" NB, 4° 52' 56" OL  | 4561   | Meer afbeeldingen                  |
| Huis, vanwege de zandstenen afdekking van de klokvormige top                                                  | Gebouw                    | eerste kwart 18e eeuw                            |              | Prinsengracht 382               | 52° 22' 2" NB, 4° 52' 56" OL  | 4562   | Meer afbeeldingen                  |
| Gevel onder rechte lijst en dak                                                                               | Gebouw                    | 17e/19e eeuw                                     |              | Prinsengracht 394               | 52° 22' 1" NB, 4° 52' 55" OL  | 4563   | Meer afbeeldingen                  |
| Huis onder dwars dak                                                                                          | Gebouw                    | 18e/19e eeuw                                     |              | Prinsengracht 408               | 52° 21' 60" NB, 4° 52' 55" OL | 4564   | Meer afbeeldingen                  |
| Huis onder dwars dak                                                                                          | Gebouw                    | 18e/19e eeuw                                     |              | Prinsengracht 410               | 52° 21' 60" NB, 4° 52' 55" OL | 4565   | Meer afbeeldingen                  |
| Huis onder dwars dak                                                                                          | Gebouw                    | 18e/19e eeuw                                     |              | Prinsengracht 412               | 52° 21' 60" NB, 4° 52' 55" OL | 4566   | Meer afbeeldingen                  |
| Complex etagewoningen met gelobde trapvensters in de as                                                       | Gebouw                    | 18e eeuw                                         |              | Prinsengracht 422               | 52° 21' 59" NB, 4° 52' 56" OL | 4567   | Meer afbeeldingen                  |
| Hoekhuis met op balkkoppen overgebouwde zijgevel                                                              | Gebouw                    | 17e/19e eeuw                                     |              | Prinsengracht 455               | 52° 22' 13" NB, 4° 52' 59" OL | 4334   | Meer afbeeldingen                  |
| Pand met gevel onder rechte lijst                                                                             | Gebouw                    | eerste helft 19e eeuw                            |              | Prinsengracht 457               | 52° 22' 13" NB, 4° 52' 59" OL | 4335   | Meer afbeeldingen                  |
| Pand met gevel onder rechte lijst met consoles                                                                | Gebouw                    | ca. 1750                                         |              | Prinsengracht 459A              | 52° 22' 13" NB, 4° 52' 59" OL | 4336   | Meer afbeeldingen                  |
| Huis waarvoor gevel onder rechte lijst met dakkapel                                                           | Gebouw                    | 17e/18e/19e eeuw                                 |              | Prinsengracht 461               | 52° 22' 13" NB, 4° 52' 59" OL | 4337   | Meer afbeeldingen                  |
| Pand met halsgevel                                                                                            | Gebouw                    | 1713                                             |              | Prinsengracht 469               | 52° 22' 12" NB, 4° 52' 59" OL | 4338   | Meer afbeeldingen                  |
| Pand met gevel onder rechte lijst met houten opzetstukje                                                      | Gebouw                    | 18e/19e eeuw                                     |              | Prinsengracht 475               | 52° 22' 12" NB, 4° 52' 59" OL | 4339   | Meer afbeeldingen                  |
| Pand met gevel gepleisterd en van een rechte lijst voorzien                                                   | Gebouw                    | 18e/19e eeuw                                     |              | Prinsengracht 477               | 52° 22' 11" NB, 4° 52' 59" OL | 4340   | Meer afbeeldingen                  |
| Pand met halsgevel van het type 'met het doorboorde-bloem-motief'                                             | Gebouw                    | 18e/19e eeuw                                     |              | Prinsengracht 479               | 52° 22' 11" NB, 4° 52' 59" OL | 4341   | Meer afbeeldingen                  |
| Pand met halsgevel                                                                                            | Gebouw                    | tweede kwart 18e eeuw                            |              | Prinsengracht 481I              | 52° 22' 11" NB, 4° 52' 59" OL | 4342   | Meer afbeeldingen                  |
| Pand met klokgevel                                                                                            | Gebouw                    | derde kwart 18e eeuw                             |              | Prinsengracht 483               | 52° 22' 11" NB, 4° 52' 59" OL | 4343   | Meer afbeeldingen                  |
| Pand met halsgevel                                                                                            | Gebouw                    | eerste kwart 18e eeuw                            |              | Prinsengracht 489               | 52° 22' 10" NB, 4° 52' 59" OL | 4344   | Meer afbeeldingen                  |
| Pakhuis met puntgevel                                                                                         | Gebouw                    | 18e eeuw                                         |              | Prinsengracht 491A              | 52° 22' 10" NB, 4° 52' 59" OL | 4345   | Meer afbeeldingen                  |
| Verhoogd en onder een nieuwe kap gebracht huis                                                                | Gebouw                    | midden 18e eeuw                                  |              | Prinsengracht 493               | 52° 22' 10" NB, 4° 52' 59" OL | 4346   | Meer afbeeldingen                  |
| Pand met halsgevel                                                                                            | Gebouw                    | 1728                                             |              | Prinsengracht 499               | 52° 22' 10" NB, 4° 52' 59" OL | 4347   | Meer afbeeldingen                  |
| R.K. Oude Armenkantoor                                                                                        | Gebouw                    | 1772/1787                                        |              | Prinsengracht 501               | 52° 22' 9" NB, 4° 53' 1" OL   | 4348   | Meer afbeeldingen                  |
| Pand met klokgevel                                                                                            | Gebouw                    | 17e/18e eeuw                                     |              | Prinsengracht 505               | 52° 22' 9" NB, 4° 52' 59" OL  | 4349   | Meer afbeeldingen                  |
| Pand met halsgevel                                                                                            | Gebouw                    | tweede kwart 18e eeuw                            |              | Prinsengracht 507               | 52° 22' 9" NB, 4° 52' 59" OL  | 4350   | Meer afbeeldingen                  |
| Huis, in oorsprong                                                                                            | Gebouw                    | mogelijk 17e eeuw (oorsprong)                    |              | Prinsengracht 509               | 52° 22' 9" NB, 4° 52' 59" OL  | 4351   | Meer afbeeldingen                  |
| Pand voorzien van een nieuw dak                                                                               | Gebouw                    | 18e eeuw                                         |              | Prinsengracht 527               | 52° 22' 9" NB, 4° 52' 59" OL  | 4352   | Meer afbeeldingen                  |
| Pand met halsgevel                                                                                            | Gebouw                    | eerste helft 18e eeuw                            |              | Prinsengracht 531               | 52° 22' 8" NB, 4° 52' 59" OL  | 4353   | Meer afbeeldingen                  |
| Pand met klokgevel                                                                                            | Gebouw                    | derde kwart 18e eeuw                             |              | Prinsengracht 533               | 52° 22' 8" NB, 4° 52' 59" OL  | 4354   | Meer afbeeldingen                  |
| Pand met gevel onder verhoogde lijst                                                                          | Gebouw                    | 18e/19e eeuw                                     |              | Prinsengracht 535               | 52° 22' 7" NB, 4° 52' 59" OL  | 4355   | Meer afbeeldingen                  |
| Huis met latere gevel en dak, door welks gootlijst de gevel thans wordt afgesloten.                           | Gebouw                    | 17e eeuw (kern)                                  |              | Prinsengracht 551               | 52° 22' 6" NB, 4° 52' 59" OL  | 4356   | Meer afbeeldingen                  |
| Pand met halsgevel                                                                                            | Gebouw                    | eerste helft 18e eeuw                            |              | Prinsengracht 571               | 52° 22' 6" NB, 4° 52' 59" OL  | 4357   | Meer afbeeldingen                  |
| Pakhuis met 17e-eeuwse gevel onder rechte lijst                                                               | Gebouw                    | 17e/19e eeuw                                     |              | Prinsengracht 611               | 52° 22' 4" NB, 4° 52' 58" OL  | 4358   | Meer afbeeldingen                  |
| Huis met gevel onder gezamenlijke rechte lijst met 611                                                        | Gebouw                    | 17e/18e/19e eeuw                                 |              | Prinsengracht 615               | 52° 22' 3" NB, 4° 52' 58" OL  | 4359   | Meer afbeeldingen                  |
| Pakhuis, poortgebouw, dienstgebouw                                                                            | Gebouw                    | 18e eeuw en later                                |              | Prinsengracht 617A              | 52° 22' 3" NB, 4° 52' 60" OL  | 4360   | Pakhuis, poortgebouw, dienstgebouw |
| Pand met puntgevel met halsje onder gebogen afdekking                                                         | Woonhuis                  | 18e eeuw                                         |              | Prinsengracht 623               | 52° 22' 3" NB, 4° 52' 59" OL  | 4361   | Meer afbeeldingen                  |
| Pand met gevel onder rechte lijst                                                                             | Gebouw                    | 18e/19e eeuw                                     |              | Prinsengracht 625               | 52° 22' 3" NB, 4° 52' 58" OL  | 4362   | Pand met gevel onder rechte lijst  |
| Pand met gevel onder rechte gemetselde afsluiting                                                             | Gebouw                    | 18e/19e eeuw                                     |              | Prinsengracht 655               | 52° 22' 2" NB, 4° 52' 58" OL  | 4363   | Meer afbeeldingen                  |
| Pand met gevel onder rechte lijst                                                                             | Gebouw                    | midden 19e eeuw                                  |              | Prinsengracht 657               | 52° 22' 1" NB, 4° 52' 58" OL  | 4364   | Meer afbeeldingen                  |
| Dubbel pakhuis met trapeziumgevel                                                                             | Gebouw                    | 17e eeuw                                         |              | Prinsengracht 659-661           | 52° 22' 1" NB, 4° 52' 58" OL  | 4365   | Meer afbeeldingen                  |
| Pakhuis met puntgevel                                                                                         | Gebouw                    | 18e eeuw                                         |              | Prinsengracht 661               | 52° 22' 1" NB, 4° 52' 58" OL  | 4366   | Meer afbeeldingen                  |
| Hoekhuis, bovenste helft voor- en zijgevel                                                                    | Gebouw                    | 17e/19e eeuw                                     |              | Prinsengracht 663               | 52° 22' 1" NB, 4° 52' 58" OL  | 4367   | Meer afbeeldingen                  |
| Agatha Dekenschool                                                                                            | Onderwijs en wetenschap   | 1883-1884                                        |              | Molenpad 15-17 en Prinsengracht | 52° 22' 0" NB, 4° 52' 59" OL  | 518362 | Agatha Dekenschool                 |
| Pand met halsgevel                                                                                            | Gebouw                    | tweede helft 17e eeuw (bouw) ca. 1800 (herbouwd) |              | Prinsengracht 671               | 52° 21' 58" NB, 4° 53' 0" OL  | 4368   | Meer afbeeldingen                  |
| Koetshuis met bovenwoning                                                                                     | Gebouw                    | 18e eeuw                                         |              | Prinsengracht 675               | 52° 21' 57" NB, 4° 53' 1" OL  | 4369   | Meer afbeeldingen                  |
| Pand met klokgevel                                                                                            | Gebouw                    | derde kwart 18e eeuw                             |              | Prinsengracht 677               | 52° 21' 57" NB, 4° 53' 1" OL  | 4370   | Meer afbeeldingen                  |
| Pand met gevel onder rechte klossenlijst                                                                      | Gebouw                    | eerste helft 19e eeuw                            |              | Prinsengracht 679               | 52° 21' 57" NB, 4° 53' 2" OL  | 4371   | Meer afbeeldingen                  |
| Overijssel | Gebouw                    | tussen 1714 en 1725                              |              | Prinsengracht 681A              | 52° 21' 57" NB, 4° 53' 2" OL  | 4372   | Meer afbeeldingen                  |
| Utrecht | Gebouw                    | tussen 1714 en 1725                              |              | Prinsengracht 683               | 52° 21' 57" NB, 4° 53' 2" OL  | 4374   | Meer afbeeldingen                  |
| Holland | Gebouw                    | tussen 1714 en 1725                              |              | Prinsengracht 685               | 52° 21' 57" NB, 4° 53' 2" OL  | 4375   | Meer afbeeldingen                  |
| Gelderland | Gebouw                    | tussen 1714 en 1725                              |              | Prinsengracht 687               | 52° 21' 56" NB, 4° 53' 2" OL  | 4376   | Meer afbeeldingen                  |
| Zeeland | Gebouw                    | tussen 1714 en 1725                              |              | Prinsengracht 689               | 52° 21' 56" NB, 4° 53' 3" OL  | 4377   | Meer afbeeldingen                  |
| Vriesland | Gebouw                    | tussen 1714 en 1725                              |              | Prinsengracht 691               | 52° 21' 56" NB, 4° 53' 3" OL  | 4378   | Meer afbeeldingen                  |
| Groeningen | Gebouw                    | tussen 1714 en 1725                              |              | Prinsengracht 693               | 52° 21' 56" NB, 4° 53' 3" OL  | 4379   | Meer afbeeldingen                  |
| Pand met gevel onder rechte lijst                                                                             | Gebouw                    | eerste helft 19e eeuw                            |              | Prinsengracht 697/I             | 52° 21' 56" NB, 4° 53' 4" OL  | 4380   | Pand met gevel onder rechte lijst  |
| Pand met gevel onder rechte lijst met vensteromlijstingen en gelaagde onderpui voor ouder huis                | Gebouw                    | midden 19e eeuw                                  |              | Prinsengracht 697               | 52° 21' 56" NB, 4° 53' 4" OL  | 4381   | Meer afbeeldingen                  |
| Paleis van Justitie                                                                                           | Gebouw                    | 1825/29                                          | Jan de Greef | Prinsengracht 436               | 52° 21' 55" NB, 4° 52' 58" OL | 4568   | Meer afbeeldingen                  |
| Pakhuis met puntgevel waarin een merkwaardige gedenksteen betreffende de eerstesteenlegging                   | Winkel                    | 1737                                             |              | Prinsengracht 438               | 52° 21' 54" NB, 4° 53' 1" OL  | 4569   | Meer afbeeldingen                  |
| Huis met smalle gevel onder verhoogde lijst                                                                   | Gebouw                    | tweede kwart 18e eeuw                            |              | Prinsengracht 440               | 52° 21' 54" NB, 4° 53' 2" OL  | 4570   | Meer afbeeldingen                  |